# Schradera monantha
Schradera monantha là một loài thực vật có hoa trong họ Thiến thảo. Loài này được (Merr. & L.M.Perry) Puff, R.Buchner & Greimler miêu tả khoa học đầu tiên năm 1998.